# Sede Alvorada
Sede Alvorada é um distrito do município brasileiro de Cascavel, no oeste do estado do Paraná. Em 2016, continha pouco mais de 3 000 habitantes, sendo um dos maiores distritos do município, e uma localização estratégica por onde escoa grande parte da produção do município.